# Armand Miravalls i Bové
Armand Miravalls i Bové (Barcelona, 1916 — Barcelona, 1978) fou un pintor academicista català. Va aprendre l'ofici de la mà d'Ernest Santasusagna i Santacreu i de l'Escola de Llotja. Va exposar regularment a Barcelona des del 1942. Les seves especialitats eren el retrat, tot i que també va conrear la pintura de paisatge, així com la natura morta i algunes figures. Destaquen els seus retrats de Pere Bosch i Gimpera, Jaume Serra i Hunter o Francisco Buscarons Úbeda, conservats al Rectorat de la Universitat de Barcelona.